# Čistěves
Čistěves, bis 1999 Číštěves (deutsch Cistowes, auch Czistowes, 1939–1945 Lautersdorf) ist eine Gemeinde in Tschechien. Sie liegt zwölf Kilometer nordwestlich des Stadtzentrums von Hradec Králové und gehört zum Okres Hradec Králové.

## Geographie

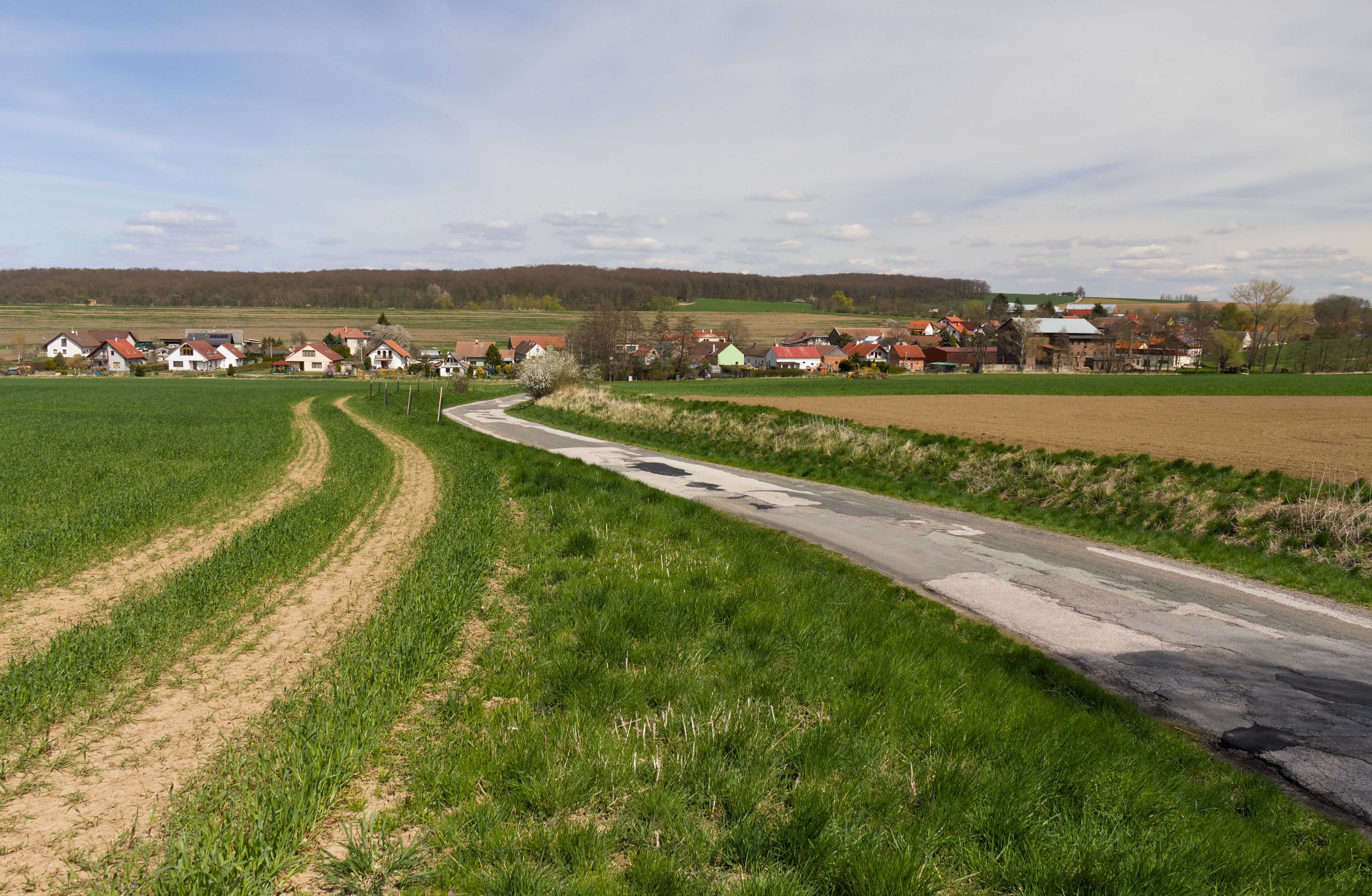
Blick auf Čistěves (2022)

Čistěves befindet sich an einem linken Zufluss der Bystřice zwischen den Hügeln Svíb (Swiep, 330 m) und Chlum (337 m) in den Ausläufern des Horschitzer Berglandes.
Nachbarorte sind Hněvčeves und Benátky im Norden, Hořiněves und Máslojedy im Nordosten, Sendražice im Osten, Neděliště und Chlum im Südosten, Lípa im Süden, Horní Dohalice im Südwesten, Dohalice und Sadová im Westen sowie Sovětice im Nordwesten.

## Geschichte
Die erste urkundliche Erwähnung des Dorfes erfolgte im Jahre 1225.
Nach der Aufhebung der Patrimonialherrschaften bildete Čistoves ab 1850 eine Gemeinde im Bezirk Königgrätz. Am 3. Juli 1866 trafen während des Deutschen Krieges in der Umgebung des Dorfes die verfeindeten preußischen und österreichischen Truppen aufeinander. Die blutige Schlacht um den nördlich des Ortes befindlichen Swiepwald und den Hügel Chlum im Süden ist als Schlacht bei Königgrätz in die Geschichte eingegangen. 1919 erhielt der Ort den Namen Číštěves. Nach dem Münchner Abkommen lag das Dorf ab 1938 nahe der Grenze zum Deutschen Reich. Während der Zeit des Protektorates Böhmen und Mähren erhielt die Gemeinde den eingedeutschten Namen Lautersdorf.
1949 wurde Číštěves dem Kreis Hradec Králové-okolí zugeordnet und kam nach dessen Auflösung am 1. Januar 1961 zum Okres Hradec Králové. 1971 erfolgte die Eingemeindung von Máslojedy, Chlum und Lípa. Im Jahre 1989 wurde Číštěves mit seinen Ortsteilen an die Gemeinde Všestary angeschlossen. Seit 1990 besteht die Gemeinde Číštěves wieder. Zum 1. Oktober 1999 änderte die Gemeinde ihren Namen in Čistěves.

## Gemeindegliederung
Für die Gemeinde Čistěves sind keine Ortsteile ausgewiesen.

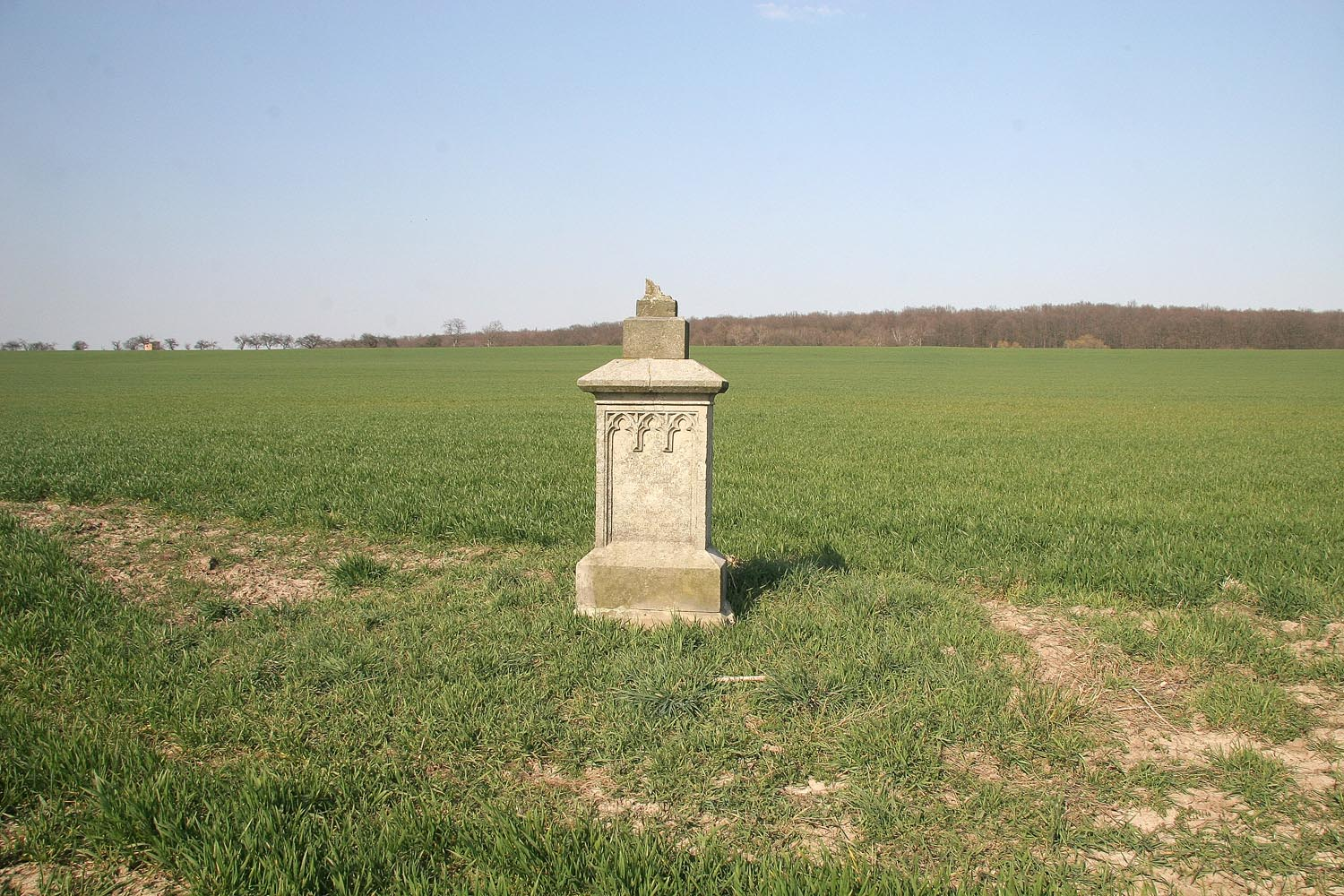
Gedenkstein an die Schlacht von 1866 auf den Feldern bei Čistěves

## Sehenswürdigkeiten
- Gedenksteine an die Schlacht von 1866 auf den Feldern nordöstlich des Dorfes
- Wald Svíb (Swiepwald) mit ca. 120 Gedenksteinen an die Schlacht um Maslowed von 1866, nördlich des Dorfes
- Denkmäler der Schlacht um den Chlum von 1866, südlich bei Chlum und Lípa
- gusseiserner Aussichtsturm auf dem Chlum mit einer Höhe von 48 m, errichtet 1899